# 海伦娜·苏科娃
海伦娜·苏科娃（捷克語：Helena Suková，1965年2月23日—）是一位捷克女子職業網球運動員，她的WTA單打排名為世界第4（1985年3月18日），另外在WTA雙打排名為世界第1（1990年2月5日）。
蘇科娃的職業生涯中，奪得14個大滿貫雙打冠軍，9個女雙、5個混雙。他也有四度闖入大滿貫單打決賽，生涯奪得10個WTA單打冠軍與69個WTA雙打冠軍。

## 大滿貫

### 女單亞軍（4）
| 年份 | 比賽 | 場地 | 決賽對手     | 國籍 | 勝方比分      |
| ---- | ---- | ---- | ------------ | ---- | ------------- |
| 1984 | 澳網 | 草地 |              | 美國 | 6-7, 6-3, 6-1 |
| 1986 | 美網 | 硬地 | 纳芙拉蒂洛娃 | 美國 | 6-3, 6-2      |
| 1989 | 澳網 | 硬地 | 葛拉芙       | 西德 | 6-4, 6-4      |
| 1993 | 美網 | 硬地 | 葛拉芙       | 德國 | 6-3, 6-3      |

## 外部連結
- 海伦娜·苏科娃的国际女子网球协会官方資料（英文）
- 海伦娜·苏科娃的國際網球總會 職業／青少年 官方資料（英文）
- Fed Cup - Player profile - Helena SUKOVA (CZE) （页面存档备份，存于）